# Перола-д’Уэсти
Перола-д’Уэсти (порт. Pérola d'Oeste) — муниципалитет в Бразилии, входит в штат Парана. Составная часть мезорегиона Юго-запад штата Парана. Входит в экономико-статистический микрорегион Капанема. Население составляет 6438 человек на 2006 год. Занимает площадь 206,048 км². Плотность населения — 31,2 чел./км².

## История
Город основан 11 апреля 1961 года.

## Статистика
- Валовой внутренний продукт на 2003 год составляет 60 071 970,00 реалов (данные: Бразильский институт географии и статистики).
- Валовой внутренний продукт на душу населения на 2003 год составляет 8759,40 реалов (данные: Бразильский институт географии и статистики).
- Индекс развития человеческого потенциала на 2000 год составляет 0,759 (данные: Программа развития ООН).